# N-butyllithium

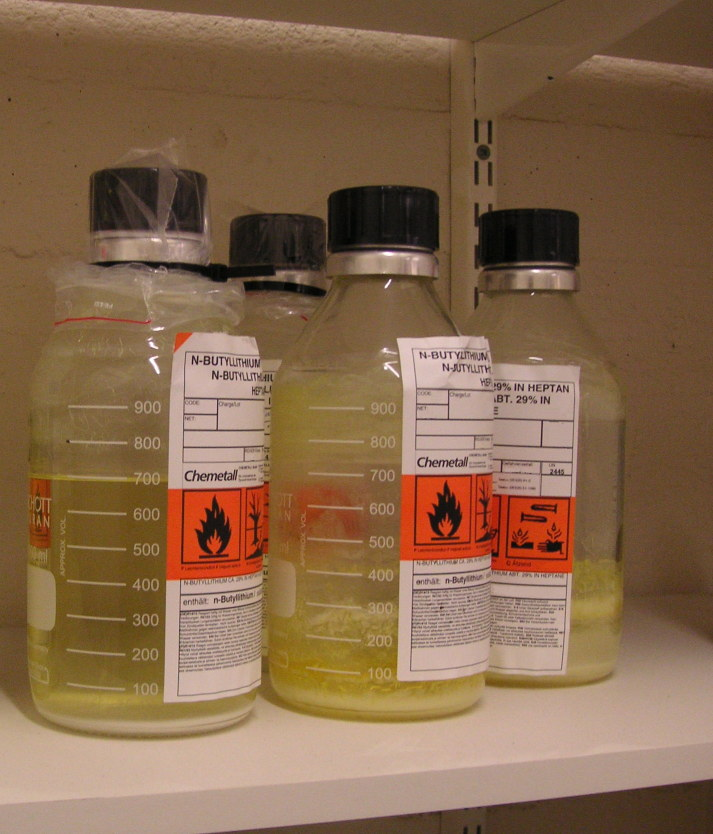
Flesjes n-BuLi in heptaan.

n-butyllithium (meestal afgekort tot n-BuLi) is het meest gebruikte organolithiumreagens. Het kan rekenen op een wijd toepassingsgebied, zowel in het laboratorium als op industriële schaal. De industrie gebruikt de stof als initiator bij de polymerisatie van 1,3-butadieen of styreen-butadieen-styreen (SBS) tot elastomeren. Daarnaast wordt n-BuLi zowel in de industrie als in het laboratorium als sterke base toegepast.
Commercieel is n-BuLi beschikbaar als oplossing in diverse sterktes: (15%, 25%, 2 tot 10 M). Als oplosmiddel worden n-pentaan, hexanen en heptanen gebruikt. Hoewel oplossingen van n-BuLi in di-ethylether en THF gemaakt kunnen worden, zijn deze niet stabiel genoeg voor opslag.
Hoewel n-BuLi in zuivere vorm een kleurloze vloeistof is, wordt het meestal aangetroffen als een lichtgele oplossing in alkanen. Dergelijke oplossingen zijn bijna oneindig houdbaar, mits op de juiste manier opgeslagen. In de praktijk moet geconstateerd worden dat een langzame ontleding optreedt. Er ontstaat een fijn wit neerslag van lithiumhydride en de kleur verandert langzaam via geel naar oranje.

## Structuur en binding
n-BuLi bestaat zowel in vaste toestand als in oplossing uit clusters. De vorming van clusters is gebruikelijk voor organolithiumverbindingen. De clusters worden bij elkaar gehouden via gedelokaliseerde bindingen tussen lithiumatomen en de CH2-koppen van de butylketens. In het geval van n-BuLi zijn de cluster tetrameren in ether of hexameren in cyclohexaan. De clusters bestaan uit een vervormde kubus van lithiumatomen en CH2R-groepen afwisselend op de hoekpunten. Een andere manier om dezelfde structuur te beschrijven is een tetraëder van lithiumatomen, Li4, met daardoorheen een tetraëder van [CH2R]4. De bindingen in het cluster zijn vergelijkbaar met die in diboraan, maar complexer omdat er 8 atomen bij betrokken zijn. Ten gevolge van zijn elektronendeficiënte karakter is n-BuLi zeer reactief ten opzichte van lewisbasen.
Ten gevolge van het grote verschil in elektronegativiteit van koolstof (2,55) en lithium (0,98) is de C-Li binding sterk gepolariseerd. De ladingsscheiding wordt geschat op een waarde tussen 55 en 95%. n-BuLi kan in de meeste praktische gevallen beschouwd worden als een n-butyl-anion (n-Bu−) en een lithium-kation (Li+), hoewel dit dus niet de werkelijke situatie beschrijft tussen lithium en de butylgroep: n-BuLi is geen ionaire verbinding.

## Synthese
De standaard bereiding van n-BuLi gaat uit van 1-broombutaan of 1-chloorbutaan waarbij metallisch Li gebruikt wordt:
{\displaystyle {\ce {2 Li + C4H9X -> C4H9Li + LiX}}}
met X = Cl, Br
Het lithium dat in deze reactie gebruikt wordt bevat 1 tot 3% natrium. Oplosmiddelen voor deze reactie zijn onder andere benzeen, cyclohexaan en di-ethylether. Als uitgegaan wordt van 1-broombutaan zal het product uit een homogene oplossing van gemixte clusters LiBr en n-BuLi bestaan, in combinatie met een kleine hoeveelheid octaan (gevolg van de Wurtz-reactie). Met LiCl vormt n-BuLi een minder sterk complex, zodat er uitgaande van 1-chloorbutaan een neerslag ontstaat van LiCl.

## Toepassingen
Industrieel wordt n-BuLi vooral als initiator toegepast in de polymerisatie van dienen zoals 1,3-butadieen. De reactie wordt omschreven als de (carbo)lithiëring:
{\displaystyle {\ce {C4H9Li + CH2=CH-CH=CH2 -> C4H9-CH2-CH=CH-CH2Li}}}
Isopreen kan op deze manier stereospecifiek gepolymeriseerd worden. Commercieel belangrijk is de rol van n-BuLi in de productie van copolymeren van styreen-butadieen. Ook etheen is met behulp van n-BuLi te polymeriseren.

## Reacties
Afhankelijk van de andere reactanten is n-BuLi
- een sterke base (pKa > 35)
- een krachtig nucleofiel
- een reductor
- een sterk lewiszuur

### Als base
Het grootste toepassingsgebied van n-BuLi is die waarbij de stof als base gebruikt wordt. Voor deze reactie wordt ook vaak de term (trans)metalleren gebruikt: het metaal (lithium) gaat van de ene molecule naar de andere. De reacties worden vaak uitgevoerd in ether of THF, die beiden goede oplosmiddelen zijn voor de gevormde lithiumverbindingen. Een groot scala aan zwakke Brønsted-zuren wordt door n-BuLi omgezet in de geconjugeerde basen. Vooral in gevallen waarin het gevormde anion op enigerlei wijze gestabiliseerd is bewijst n-BuLi goede diensten als base. De stabilisatie kan het gevolg zijn van delocalisatie van de lading of de aanwezigheid van (partieel) positief geladen heteroatomen zoals fosfor.
Voorbeelden omvatten acetylenen (H-CC-R), methylsulfiden (H-CH2SR), thioacetalen (H-CH(SR)2, zoals dithiaan), methylfosfines (H-CH2PR2), furanen, thiofenen en ferroceen (Fe(H-C5H4)(C5H5)).
Naast deze reacties waarin n-BuLi wordt ingezet vanwege zijn grote base-sterkte, deprotoneert n-BuLi uiteraard elke stof met waterstof aan zuurstof, stikstof of zwavel: alcoholen, amines, enoliseerbare carbonylverbindingen, en verder elke ook maar enigszins zure verbinding, waarbij alkoxiden, amiden, enolaten en andere -aten van lithium gevormd worden. De stabiliteit en vluchtigheid van het ook gevormde butaan kan zowel een voordeel als een nadeel zijn. Op kleine schaal zijn deze eigenschappen een voordeel, op industriële schaal kan de vorming van grote volumes brandbaar gas een potentieel gevaar vormen:
{\displaystyle {\ce {LiC4H9 + R-H -> C4H10 + R-Li}}}
De sterkte van een base is vooral een begrip dat met evenwicht te maken heeft. Doorgaans is de overdracht van waterstof dusdanig snel, dat geen rekening gehouden hoeft te worden met kinetische effecten. Bij reacties van n-BuLi treden deze effecten wel op: het gebruik van oplosmiddelen (of co-oplosmiddelen) die sterk aan lithiumionen binden, zoals THF, TMEDA, HMPA en DABCO binden aan het lithium, waardoor de koolstof-lithiumbinding verder polariseert en metalleren sneller verloopt.
Additieven met deze eigenschappen kunnen ook de isolatie van de gelithieerde producten bevorderen. Een bekend voorbeeld hiervan is dilithioferroceen:
{\displaystyle {\ce {Fe(C5H5)2 + 2 LiC4H9 + 2 TMEDA -> 2 C4H10 + Fe(C5H4Li)2(TMEDA)2}}}
n-BuLi wordt ook gebruikt om Schlosser's base te maken. Deze verbinding wordt tot de superbases gerekend. Door nBuLi te mengen met Kalium-tert-butoxide vindt uitwisseling van de metaalionen plaats waardoor feitelijk butylkalium gevormd wordt. Deze laatste stof is veel reactiever dan het overeenkomstige lithiumreagens.
Een laatste voorbeeld van n-BuLi als base vormt de reactie tussen een amine en dimethylcarbonaat tot een methylcarbamaat. n-BuLi deprotoneert het amine:
{\displaystyle {\ce {n-BuLi + R2NH + (MeO)2CO -> R2N-CO2Me + LiOMe + BuH}}}

### Als lewiszuur
Deze eigenschap heeft tot gevolg dat de n-BuLi-clusters in ethers en tertiaire amines gedeeltelijke worden afgebroken door binding van oplosmiddelmoleculen aan lithium. De resulterende complexen zijn vaak goed in de ethers oplosbaar, zodat de ethers vaak als oplosmiddel voor allerlei reacties van n-BuLi gebruikt worden.

### Uitwisselingsreactie met halogenen
n-BuLi reageert met een aantal organische bromiden en jodiden in een uitwisselingsreactie, waarbij het corresponderende organolithiumderivaat ontstaat. De reactie verloopt enkel met bromiden en jodiden; met chloriden en fluoriden lukt het zelden of nooit:
{\displaystyle {\ce {C4H9Li + RX -> C4H9X + RLi}}}
met X = Br, I

### Autoreactie: thermische ontleding
Bij verwarmen ondergaat n-BuLi, op dezelfde wijze als andere (an)organische lithiumverbindingen met β-waterstofatomen, een β-hydride-eliminatie waarbij 1-buteen en LiH ontstaan:
{\displaystyle {\ce {C4H9Li -> LiH + CH3CH2CH=CH2}}}

## Opslag
Alkyllithium-verbindingen worden bewaard onder inert gas om reactie met vocht uit de lucht of koolstofdioxide te voorkomen. Met vloeibaar water geeft n-BuLi een heftige reactie waarbij naast butaan ook lithiumhydroxide gevormd wordt:
{\displaystyle {\ce {C4H9Li + H2O -> C4H10 + LiOH}}}
Met CO2 wordt lithiumpentanoaat gevormd:
{\displaystyle {\ce {C4H9Li + CO2 -> C4H9CO2Li}}}